# Ailill Aulom
Ailill Ollamh ou Oilill Olum est le fils de Mug Nuadat et le roi de la partie sud de l'Irlande, dans la tradition pseudo-historique et les récits légendaires irlandais.

## Mythologie
À la suite de l'accord conclu entre son père Mug Nuadat et l'Ard ri Erenn Conn Cétchathach, Ailill Ollamh devient le souverain de la moitié sud de l'Irlande le Leath Moga. Il épouse Sadb, la fille de Conn qui devient la mère de ses neuf fils. À sa mort son royaume est partagé entre trois d'entre eux : Éogan  Mór, Cormac Cas et Cian. Éogan Mór est l'ancêtre éponyme de la dynastie des Eóganachta, Cormac Cas celui des Dál gCais et Cian de celle des Ciannachta.
Selon les annales des quatre maîtres, sept de ses fils avec Sadh (Éogan Mór, Dubhmerchon, Mughcorb, Lughaidh, Eochaidh, Diochorb, et Tadhg) sont tués en 195 ap. J.-C. aux côtés de leur oncle Art Mac Cuinn en combattant lors de la bataille de Mag Mucrana dans la plaine au sud-ouest d’Athenry (Comté de Galway).
Lugaid mac Con, le fils né de la première union de Sadb avec Lugaid mac Niad roi du Corcu Loigde et a qui a été élevé en fosterage par Ailill devient quant à lui Ard ri Erenn de 195 à 225 apr. J.-C. selon les dates traditionnelles des Annales des quatre maîtres.
Le Livre de Leinster contient certains poèmes qui sont attribués à Ailill Ollamh.

## Articles liés
- Eóganachta
- Dál gCais

## Sources
- (en) Cet article est partiellement ou en totalité issu de l’article de Wikipédia en anglais intitulé « Ailill Aulom » (voir la liste des auteurs), édition du 25 avril 2012.
- Edel Bhreathnach (sous la direction) The Kingship and landscape of Tara.Fours Courts Press for The Discovery Programme Dublin (2005), « Conn Cétchathach » p. 162-163, Table 9: « Early Éoganachta » p. 356-357 & Table 1: « The legendary Connachta » p. 340-341.